# هاشم الأتاسي
محمد هاشم بك بن محمد خالد أفندي بن محمد أبي الفتح الأتاسي (1873 - 6 ديسمبر 1960 ميلادي) (1290 - 1380 هجري) والملقب أبو الجمهورية، هو ثاني رئيس للجمهورية السورية لولايتين الأولى بين 21 ديسمبر 1936 و7 يوليو 1939 والثانية من ديسمبر 1949 وقطعها انقلاب أديب الشيشكلي في 24 ديسمبر 1951، غير أنه تابعها من 1 مارس 1954 وحتى 6 سبتمبر 1955، ليكون تاسع حاكم في تاريخ سوريا الحديث. كما أنه شغل مناصب بارزة في الجمهورية السورية فشكّل الوزارة مرتين، ورأس المؤتمر السوري العام، والجمعية التأسيسية، وكذلك لجنتي وضع الدستور، وانتخب للنيابة عن حمص عدة مرات. ينتسب الأتاسي لعائلة غنية ومعروفة في حمص وقد شغل والده خالد الأتاسي منصب مفتي حمص، درس فيها وفي إسطنبول وعمل في ظل الدولة العثمانية في بيروت وحمص، وكان من المقربين من الملك فيصل الأول خلال المملكة السورية العربية ونشط بعد ذلك خلال الانتداب الفرنسي على البلاد كناشط سياسي بارز مطالب بالاستقلال خصوصًا إثر تأسيسه وزعامته لحزب الكتلة الوطنية التي لعبت دورًا بارزًا في الحياة السياسية السورية قبل 1963.
وصفه المؤرخ السوري يوسف الحكيم، بأنه شخص جليل ومحترم من قبل جميع الناس على اختلاف نزعاتهم وأحزابهم.

## النشأة وأوائل نشاطه

هاشم الأتاسي شابًا.

تعتبر عائلة الأتاسي التي ينتسب إليها من أشهر عائلات حمص الإقطاعية وأكثرها ثراءً، إضافة إلى نشاط سياسي محلي لها منذ عهد الدولة العثمانية. ولد هاشم الأتاسي في 6 ديسمبر/كانون الأول 1875، وتلقى دراسته الابتدائية والثانوية في حمص، ثم انتقل إلى إسطنبول حيث درس الإدارة العامة في الأكاديمية الملكية، وتخرج منها عام 1895. بداية حياته السياسية كانت في الدولة العثمانية عام 1898 حين تم تعيينه موظفًا مرموقًا في ولاية بيروت العثمانية، وبعد نشوب الحرب العالمية الأولى عام 1914 تم تعيينه محافظًا على حمص وحماة وبعلبك ويافا والأناضول، وإن كانت ولايته أشبه بولاية شرفية. بعد الحرب العالمية الأولى عام 1918 وقف الأتاسي في صف الوطنيين المطالبين بالاستقلال عن الدولة العثمانية، وانتخب عضوًا في المؤتمر السوري العام أول برلمان سوري في التاريخ، ضم أقطار بلاد الشام الأربعة في يونيو/حزيران 1919، وانتخب رئيسًا للمؤتمر. في 8 مارس/آذار 1920 أعلن قيام المملكة السورية العربية وبويع فيصل الأول ملكًا عليها بإجماع أعضاء المؤتمر السوري العام، وكلف الأتاسي رئاسة لجنة صياغة دستور المملكة، فأقر في يونيو/حزيران 1920، غير أنه لم يعمل به سوى لفترة قصيرة، بسبب سقوط المملكة. بعد استقالة حكومة الركابي الثانية، كلّفه الملك فيصل الأول تشكيل الحكومة، فشكلها في 2 مايو/أيار 1920، وبذلك كان ثاني من شغل منصب رئيس الوزراء في سوريا، غير أن عمر حكومته كان قصيرًا، وأحداثها متسارعة، فقد تلقفت الحكومة الإنذار الشهير باسم إنذار غورو ثم قبلته في 13 يونيو، وأعلنت حالة الطوارئ في 15 يونيو/حزيران وأعلنت تطبيقًا لموافقتها على مبادئ الإنذار حل الجيش السوري في 20 يونيو/حزيران وهو ما أدى إلى أحداث احتجاج وشغب في دمشق ومدن أخرى فضلاً عن احتلال المحتجين لقلعة دمشق، وقد استعملت الحكومة الرصاص الحي ما أدى إلى مقتل عشرين متظاهرًا. لم يقتصر الأمر على ذلك، تذرع هنري غورو قائد الجيوش الفرنسية في الشرق بإنه لم يصله قبول الحكومة بالإنذار، ولذلك زحف إلى دمشق من بيروت في 21 يوليو/تموز والتقى مع بقايا الجيش السوري ومتطوعين في معركة ميسلون يوم 24 يوليو/تموز، وعمومًا فإنه حتى لو لم يحل الجيش، لم يكن قادرًا بعتاده المتواضع مواجهة جيوش فرنسا في الشرق، مطلقًا. دخل الفرنسيون إلى دمشق في 25 يوليو/تموز وانتقلت الحكومة ومعها الملك إلى الكسوة، وقدّمت استقالتها في اليوم نفسه كنتيجة لمعركة ميسلون واحتلال دمشق وتشكلت حكومة برئاسة علاء الدين الدروبي موالية للانتداب، وبعدها بثلاث أيام نفي الملك فيصل وبذلك انتهت المملكة السورية، بعد أن مكث الأتاسي في رئاستها حوالي ثلاث أشهر، رغم ذلك فقد أثبت الأتاسي عن حنكة في الشؤون السياسية، خصوصًا حين عيّن عبد الرحمن الشهبندر المقرب من فرنسا وذو العلاقات البارزة مع ساسة أوروبا بهدف إقامة تحالفات بين المملكة والغرب وكمحاولة لتفادي الانتداب الفرنسي على سوريا، غير أنه قد فشل في مسعاه.

## الانتداب الفرنسي
خلال الثورة السورية الكبرى رفض الأتاسي المشاركة لكونها ثورة مسلحة، وقال بأن الاستقلال يأتي ثمرة لانتصار الحق لا العنف. في أكتوبر/تشرين الأول 1927 اجتمع الأتاسي مع عدد من الناشطين البارزين ممن عرف عنهم مقارعة الانتداب الفرنسي على سوريا ومنهم شكري القوتلي وسعد الله الجابري وفارس الخوري وغيرهم، وأعلنوا ميلاد «الكتلة الوطنية» التي اضطلعت بدور بارز في الحياة السياسية السورية حتى 1963، وشكّل حكومات منفردة عدة مرّات خلال مرحلتي الانتداب والاستقلال. تشكيل الكتلة الوطنية كان ردًا على حزب الشعب، الذي عرف عنه موالاته للفرنسيين وقد ترأسه عبد الرحمن الشهبندر، وكرد أيضًا على قمع الثورة السورية الكبرى التي انطلقت عام 1925 واستطاع الفرنسيون قمعها في أغسطس/آب 1927 بعد أن زجت مائة وعشرة آلاف جندي فرنسي في سوريا، حيث قال المجتمعون أنه من الممكن نيل استقلال سوريا وووحدتها بالوسائل السلمية بدلاً من المقاومة العنيفة. وقد شملت الكتلة الوطنية التي أسسها الأتاسي إقطاعيين ومحامين وموظفين وطلاب، أي أنها شملت جميع شرائح المجتمع السوري، ليس في حدود «الدولة السورية» التي أعلنها الفرنسيون على دمشق وحلب فقط عام 1925 بل أيضًا في اللاذقية والسويداء ومناطق أخرى.
انتخب هاشم الأتاسي رئيسًا للكتلة وعضوًا دائمًا في مكتبها، وبعد مفاوضات تاج الدين الحسني مع المفوض الفرنسي هنري بونسو والتي أفضت لانتخابات جمعية تأسيسية لوضع دستور للبلاد عام 1928 رأس الأتاسي هذه الجمعية، وبالتالي وجهت له مهمة وضع الدستور السوري الثاني، وقد نصّ على كون النظام جمهوريًا برلمانيًا. خلال الاحتجاجات التي شهدتها سوريا خلال عام 1930 ردًا على عدم نشر الدستور والدعوة لانتخابات نيابية، اعتقل الفرنسيون الأتاسي عدة أشهر ونقلوه إلى جزيرة أرواد؛ وعندما دعا الفرنسيون لانتخابات نيابية في سوريا عام 1932، أسفرت الانتخابات عن فوز الكتلة الوطنية بسبعة عشر مقعدًا من بينهم الأتاسي، غير أن أغلب المؤرخين يرون تلاعبًا قامت به فرنسا في إعلان نتيجة الانتخابات، خصوصًا في حلب حيث سقط إبراهيم هنانو بما وصف «فضيحة الانتخابات» ليفوز نكرات. نتيجة المفاوضات بين الكتل النيابية تم التوصل لاتفاق يقضي بوصول محمد علي العابد رئيسًا للجمهورية كمرشح محايد وتشكيل حكومة مناصفة بين المعتدلين والكتلة الوطنية على أن يرأسها حقي العظم المحسوب على المعتدلين، كذلك فقد انتخب بالتوافق صبحي بركات رئيسًا للمجلس النيابي بواحد وخمسين صوتًا مقابل سبعة عشر للأتاسي.

## رئيسًا للجمهورية

### الإضراب الستيني ومعاهدة 1936

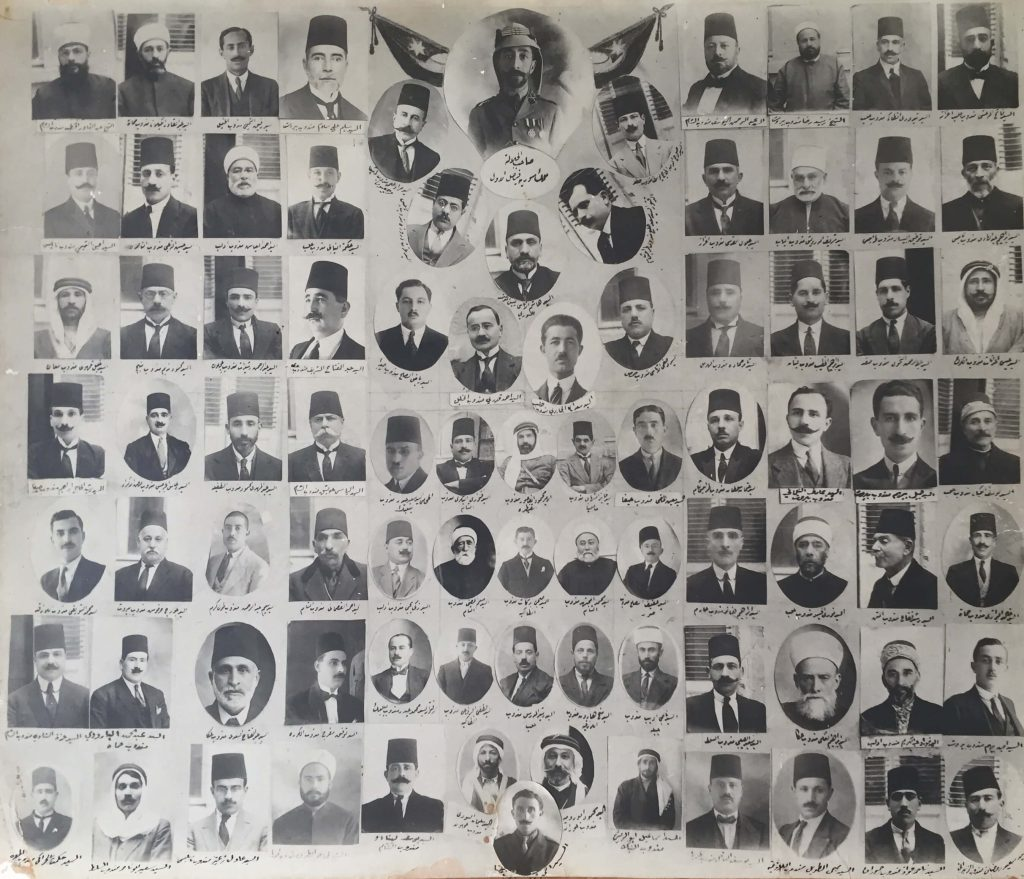
لوحة تظهر مندوبي المناطق السورية المشاركين في المؤتمر السوري العام يظهر فيها هاشم الأتاسي في الوسط مباشرة تحت صورة الملك فيصل

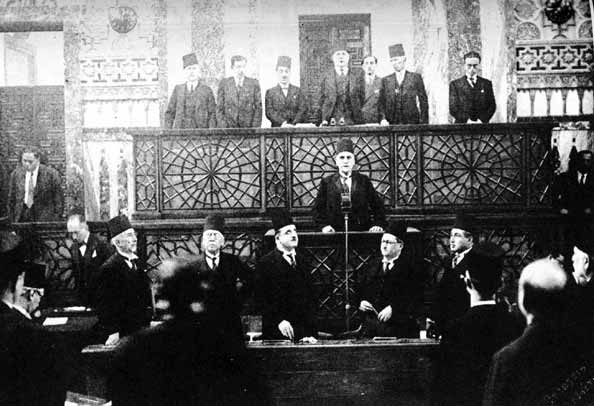
حفل تولي هاشم الأتاسي الرئاسة في مبنى المجلس النيابي، 21 ديسمبر/كانون الأول 1936، ويظهر في الصورة ملقيًا خطابه الأول.

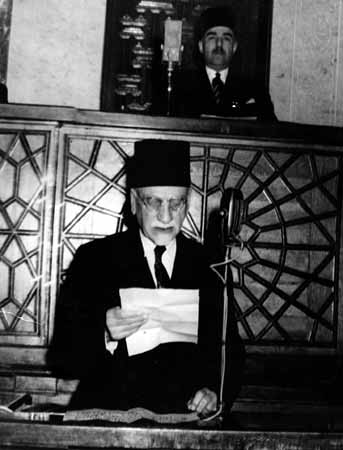
هاشم الأتاسي يلقي خطاب الانتخاب الثاني، وذلك بعيد انتخابه في ديسمبر/كانون الأول 1949 بعد الإطاحة بانقلاب حسني الزعيم.

في 21 ديسمبر/كانون الأول 1935 نظمت الكتلة الوطنية حفل تأبين لمناسبة ذكرى أربعين وفاة إبراهيم هنانو على مدرج الجامعة السورية، وأعلن فارس الخوري خلال الحفل «الميثاق الوطني»، وبدأت في أعقابه الإضرابات والاضطرابات الأمنية الدامية، بينما عجز العابد ومعه حكومة الشيخ التاج عن قمعها. وقد أغلقت في أعقاب هذه الاحتجاجات مكاتب الكتلة الوطنية في دمشق وحلب واعتقل عدد من قادتها كسعد الله الجابري فردّ الشعب بإضراب شامل في دمشق ومدن أخرى دام ستين يومًا، واضطر الجيش الفرنسي للانتشار في شوارع المدن الرئيسية وهدد دي مارتيل بقصف دمشق كما حصل عام 1925، وشهدت العراق ولبنان والأردن وفلسطين ومصر مظاهرات مؤيدة للشعب السوري فضلاً عن دعم من بريطانيا، وبنتيجة الضغط الدولي اضطر المفوض الفرنسي لقاء هاشم الأتاسي رئيس الكتلة الوطنية، واتفق معه على تشكيل حكومة جديدة وتشكيل وفد سوري يقوم بالسفر إلى فرنسا للتفاوض حول معاهدة جديدة تضمن حقوق السوريين، وبنتيجة الاتفاق استقالة حكومة الحسني وتشكلت رابع وآخر حكومات عهد العابد برئاسة عطا الأيوبي في 23 فبراير 1936؛ بعد حوالي شهر في 21 مارس غادر وفد الكتلة الوطنية إلى فرنسا برئاسة الأتاسي وعضوية عدد من أركان الكتلة الوطنية، ومكثت المفاوضات ستة أشهر حتى سبتمبر، حين أعلن عن الاتفاق بين الوفد والحكومة الفرنسية في 9 سبتمبر ونشرت نصوص مسودة الاتفاق في 22 أكتوبر على أن توقع قبل نهاية العام. في مطلع أكتوبر عاد الوفد الوطني من باريس عبر القطار إلى حلب واستقبل فيها استقبالاً شعبيًا حاشدًا هيأه مكتب الكتلة الوطنية وشارك فيه المفوض السامي دي مارتيل والذي وصف المعاهدة بأنها «معجزة القرن العشرين»، وأقيمت الزينة في الشوارع والساحات العامة أيامًا في دمشق وحلب، وسائر المدن السورية ابتهاجًا بعودة الوفد، وفي 22 أكتوبر 1936 ناشد هاشم الأتاسي بيانًا حول نصوص المعاهدة دعا فيه السوريين لخدمة الإنسانية المتمدنة وقال أيضًا:
| هاشم الأتاسي | اليوم يومكم، قفوا وقفة رجل واحد، وذودوا عن استقلالكم وحريتكم بنضالكم واتحادكم ونبذ أحقادكم فلا يستقيم لهذه الأمة أمرها إلا إذا تراصت صفوفها فإلى التضامن والاتحاد أدعوكم وإلى التضحية استنفركم فهو يوم له ما بعده، والعاقبة للصابرين. | هاشم الأتاسي |

ودعا العابد لانتخابات نيابية هي الثانية في تاريخ سوريا فازت بها الكتلة بالأغلبية الساحقة، وكان من النتائج المباشرة للاتفاق بين الكتلة وفرنسا عودة ارتباط دولة جبل العلويين ودولة جبل الدروز بالوطن الأم في 5 ديسمبر/كانون الأول 1936، مقابل احتفاظهما بالاستقلال الإداري والمالي، غير أن نائب جبلة علي أديب عضو برلمان دولة جبل العلويين أعلن تنازل اللاذقية عن استقلالها المالي والإداري لتكون «متساوية مع سائر المحافظات السورية»، وأيدّه في ذلك سائر النواب وعيّن مظهر باشا أحد أركان الكتلة الوطنية محافظًا عليها. وقد افتتح البرلمان الجديد أعماله في 21 ديسمبر/كانون الأول 1935 وفي اليوم نفسه أرسل العابد كتاب استقالته إلى المجلس فقبلها، وقد علل العابد سبب استقالته بأسباب صحيّة بينما وجد عدد من المؤرخين أن السبب يرجع لفوز الكتلة الوطنية، وعدم تمكن رئيس محايد من الاستمرار إثر فوز الكتلة بأغلبية ساحقة. وفي الجلسة التي قبلت فيها الاستقالة انتخب هاشم الأتاسي رئيسًا، وتشكلت الحكومة الأولى برئاسة جميل مردم ومن أكبر أركان الكتلة الوطنية غير أنها انتقدت بسبب بروز التعصب الحزبي في عملها من خلال توظيف وترفيع الموظفين الكتلويين دون وسواهم.

### الحرب العالمية الثانية
مع نهاية عام 1938 بات واضحًا أن فرنسا لا تود المصادقة على الاتفاقية وذلك خوفًا على ما يكون عليه الوضع في حال نشبت حرب مع ألمانيا تحت قيادة النازية، كرد على مماطلة فرنسا بالاستقلال وبعد تعذر إقرار قانون للأحوال الشخصية بين المحافظين وخصومهم والتي تطورت لأعمال عنف فضلاً عن سلخ لواء إسكندرون، وكذلك فإن عبد الرحمن الشهبندر ومعه حزب الشعب وكامل القصّاب، كانوا قد حشدوا الشارع للتظاهر ضد الكتلة الوطنية وضد حكم الأتاسي. بتكالب هذه العوامل قدّم الأتاسي استقالته في 7 مايو/أيار 1939 وقال في بيان الاستقالة أن فرنسا تواصل المماطلة حول الاستقلال السوري وسحب كامل الجيوش الفرنسية، فضلاً عن إعلان لواء إسكندرون دولة مستقلة عام 1938 ثم انسحاب الجيوش الفرنسية منه لتدخلها الجيوش التركية عام 1939، وهو ما يصفه المؤرخون برشوة لتركيا كي تبقى على الحياد خلال الحرب العالمية الثانية التي كانت على الأبواب.
بعد استقالته عاد الأتاسي إلى حمص، ورفض المشاركة في النشاط السياسي معلنًا تقاعده. السنوات اللاحقة لم تكن أبدًا بالمستقرة في سوريا، حيث علق العمل بالدستور وأعيد الحكم الفرنسي العسكري المباشر مع حكومة مديرين برئاسة بهيج الخطيب، كما أن الجيش البريطاني احتلّ سوريا مع قوات جيوش فرنسا الحرة بقيادة شارل ديغول، واستمر الوضع طوال فترة الحرب العالمية الثانية على حاله. يذكر أن شارل ديغول التقى الأتاسي خلال زيارة قام بها إلى حمص ودعاه للعودة عن استقالته، مؤكدًا أن فرنسا بعد نهاية الحرب تود الاعتراف بكامل استقلال سوريا بعد نهاية الحرب، رفض الأتاسي ذلك وقال أن تجربته في الرئاسة أثبتت أنه لا يمكن الوثوق بفرنسا، عمومًا فإنه عام 1941 تمّ تعيين تاج الدين الحسني رئيسًا للجمهورية، وعندما أعيدت الحياة الدستورية وجرت انتخابات نيابية عام 1943 فازت بموجبها الكتلة الوطنية مجددًا، لم يرشح الأتاسي نفسه، بل دعم ترشيح شكري القوتلي أحد زعماء دمشق رئيسًا للجمهورية، وبالتالي عُرف الأتاسي بوصفه رئيسًا وبوصفه صانعًا للرؤساء؛ جاء ذلك خلال فترة تحسن العلاقات بين الكتلة والانتداب مع زيارة المندوب الفرنسي الجنرال كاترو لحمص ولقاءه الأتاسي، وقد شاعت أنباء أن الأتاسي سيعاد انتخابه رئيسًا للجمهورية غير أنه وبعد مشاورات كان أقطابها الأتاسي نفسه والقوتلي وفارس الخوري تم الاتفاق أن يبقى الأتاسي رئيسًا للكتلة الوطنية وأن يكون القوتلي رئيسًا للجمهورية.
خلال الأزمة الحكومية عام 1947 عرض القوتلي على الأتاسي أن يغدو رئيسًا للوزراء بحيث يرأس حكومة وحدة وطنية، اشترط الأتاسي في حال قبوله تشكيل الحكومة الحد من صلاحيات الرئيس التي كانت متزايدة بما لا يتوافق وأحوال الجمهورية النيابية، غير أن القوتلي رفض.
في آذار/مارس 1949 تمت الإطاحة بالقوتلي على يد رئيس أركان الجيش حسني الزعيم في أول انقلاب عسكري في الشرق الأوسط، وقد ترأس الزعيم حكومة عسكرية لمدة أربعة أشهر قبل أن يطيح به انقلاب عسكري آخر في أغسطس/آب 1949 بقيادة سامي الحناوي الذي دعا الأتاسي للعودة عن تقاعده وتشكيل حكومة مؤقتة تشرف على انتخابات من شأنها استعادة الحكم المدني. امتثل الأتاسي لطلب الحناوي وضم حكومة وحدة وطنية تشمل جميع الأطراف بما فيها حزب البعث العربي الاشتراكي حيث مثله ميشيل عفلق بوزارة الزراعة. ثم تمت خلال رئاسته للحكومة صياغة قانون انتخابي جديد، صوتت فيه النساء للمرة الأولى في 15 و16 نوفمبر/تشرين الثاني 1949، وتكونت جمعية تأسيسية انتخب لرئاستها، ثم رشح لولاية ثانية كرئيس للبلاد.

### ولايته الثانية
انتخب الأتاسي رئيسًا للمرة الثانية بإجماع الأعضاء في ديسمبر 1949، غير أن القلاقل عادت من جديد مع المطالبة بالوحدة مع العراق، وقد تحالف الأتاسي مع حزب الشعب وعين رئيسه ناظم القدسي رئيسًا للوزراء، وافتتحت مفاوضات للوحدة مع العراق. كذلك فقد شهدت ولايته الثانية إغلاق الحدود مع لبنان بحجة منع تدفق البضائع اللبنانية التي كانت تغرق السوق السورية. طوال 1950 كانت مفاوضات الانضمام إلى العراق تسير قدمًا خصوصًا بعد سفر الأتاسي إلى بغداد ولقاءه فيصل الثاني ملكها، ما أغضب أديب الشيشكلي أحد أبرز قادة الجيش، والذي حذّر الأتاسي من مغبة «استيلاء بغداد على دمشق»، رفض الأتاسي الضغوط العسكرية، فقام الشيكشلي بانقلاب ديسمبر 1949 واعتقل سامي الحناوي وأبرز المتعاطفين مع حزب الشعب، وعدد من الضباط الموالين للعراق في الجيش السوري. في المرحلة الممتدة بين انقلاب 1949 وانقلاب 1951، كان الشيشكلي صاحب الكلمة العليا في البلاد، والجيش طرفًا في الحياة السياسية،
طالب الشيشكلي تعيين فوزي السلو وزيرًا الدفاع، لكونه من المقربين منه، بحيث يضمن عدم تأثير موالي العراق على الحكومة، قبل الأتاسي بشروط الشيشكلي الأولى، ومع ذلك طلب من معروف الدواليبي أحد وجوه حزب الشعب تشكيل الحكومة، وقد رفض الدواليبي منح حقيبة الدفاع لفوزي السلو، وبنتيجة ذلك قام الشيشكلي بانقلاب 1951، واعتقل رئيس الوزراء وجميع أعضاء حزب الشعب وجميع الوزراء ورجال الدولة المؤيدين للأسرة الهاشمية، ثم حلّ البرلمان.
احتجاجًا على ذلك قدم الأتاسي استقالته إلى البرلمان المنحل في 24 ديسمبر 1951، ورفض أن يقدمها للشيشكلي، لكون حكمه غير دستوريًا. وطوال حكم أديب الشيشكلي بين 1951-1954 قاد الأتاسي معارضة مستترة ضده مؤكدًا أن حكمه غير دستوري. وبتضافر أنصار الكتلة الوطنية وأنصار حزب الشعب - الذين باتا من الأحزاب المحظورة - إضافة إلى مؤيدي الهاشمية، قامت انتفاضة وطنية من حلب، تلاها انقلاب 1954 بين 24-26 فبراير، واعتقل عدنان نجل الشيشكلي، وكرد على ذلك وضع الشيشكلي الأتاسي تحت الإقامة الجبرية، ولم يقم بوضعه في السجن احترامًا لدوره البارز في الحياة السياسية السورية. في 1 مارس عاد الأتاسي من حمص إلى دمشق وتابع مهامه كرئيس للجمهورية، كما أعاد مجلس الوزراء ورئيسه معروف الدواليبي، واستعاد أيضًا جميع السفراء والوزراء والبرلمانيين الذين عزلهم الشيشكلي مناصبهم السابقة، وحاول الأتاسي خلال متابعته لولايته الثانية بكل قوته القضاء على كل أثر قام به الشيشكلي لمدة أربع سنوات.

## السنوات الأخيرة:
قضى الأتاسي سنوات حكمه الأخيرة وله من العمر ثمانون عامًا، يحارب نفوذ ضباط الجيش ويسعى للحد من نفوذ الأحزاب اليسارية التي كانت تتنامى في البلاد إلى جانب الاشتراكية والتعاطف مع الاتحاد السوفياتي، وكذلك جمال عبد الناصر، الذي كان يدعمه عدد من وجوه آل الآتاسي من أمثال جمال الأتاسي ونور الدين الأتاسي. واستطاع الأتاسي خلال توليه السلطة تحييد سوريا والحفاظ عليها خارج المعسكر الاشتراكي.

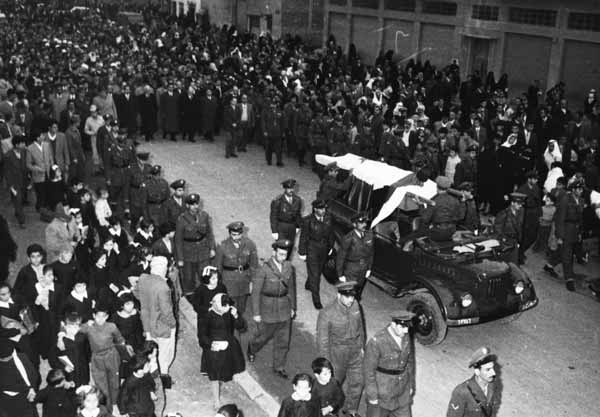
جنازة الرئيس الأتاسي، التي وصفت أنها الأكبر في تاريخ حمص.

خلافًا لمعظم المفكرين والقادة العرب، كان الأتاسي يعتقد أن جمال عبد الناصر كان صغير السن لقيادة مصر والوطن العربي، وعديم الخبرة فضلاً عن آيديولوجيته الحادة، وعمد الرئيس السوري إلى إجراءات صارمة ضد التيار الناصري في سوريا، ووقع خلاف مع رئيس وزرائه صبري العسلي واتهمه بالسعي لتحويل سوريا إلى «قمر صناعي مصري». في عام 1955 كان الأتاسي يميل للقبول بحلف بغداد وهو الاتفاقية المرعيّة من قبل الولايات المتحدة وبريطانيا وتهدف إلى احتواء نفوذ الاتحاد السوفياتي في المنطقة، ولكن الضباط الناصريين في الجيش السوري منعوه من القيام بذلك. وخلال الصراع بين العراق الهاشمي ومصر عبد الناصر وقف الأتاسي إلى جانب العراق وتحالف مع نوري السعيد. وبعد أن أقال العسلي عيّن فارس الخوري رئيسًا للوزراء، وهو السوري المسيحي الوحيد الذي يتولى منصب رئيس الوزراء، وسبقَ أن تولاه بين 1945-1949. وقد أوفد الأتاسي، رئيس وزرائه الخوري إلى مصر، لتقديم احتجاج لدى الحكومة المصرية على «هيمنة عبد الناصر على الشؤون العربية».
انتهت ولاية الأتاسي في سبتمبر/أيلول 1955 واعتزل الحياة السياسية وعاد إلى حمص حيث أقام في دارته حتى يوم وفاته. في عام 1956 أدين ابنه عدنان الأتاسي بالتحالف مع العراق لتدبير انقلاب عسكري للإطاحة بشكري القوتلي الموالي لعبد الناصر، وقد حكم على عدنان بالإعدام بتهمة الخيانة العظمى، لكن احترامًا لوالده تم تخفيف الحكم إلى السجن المؤبد. ويعتقد أن الضباط الذي أداروا المحكمة العسكرية قد أصدورا أحكامًا قاسية انتقامًا من الأتاسي خصوصًا لكونه قد كبح جماح السلطة العسكرية خلال ولايتيه الثانية والثالثة، ومع ذلك فقد رفض زيارة ابنه في السجن.
توفي في حمص يوم 6 ديسمبر/كانون الأول 1960 خلال سنوات الجمهورية العربية المتحدة، وكانت جنازته الأكبر في تاريخ المدينة وحضرها جمال عبد الناصر إلى جانب كبار المسؤولين في الدولة، وقد تحققت رؤيته للجمهورية العربية المتحدة إذ انفصلت عام 1961 بعد ثلاثة أشهر من وفاته، وقد انتخب اثنان من أفراد أسرته هما لؤي الأتاسي ونور الدين الأتاسي رئيسين للجمهورية من بعده.
قيل عن الأتاسي بأنه رجل «المبادئ السلمية» والمؤيد «للطرق الدستورية» إلى جانب احترامه لجميع اللاعبين في السياسة السورية، وهو واحد من قلة في الطبقة السياسية السورية من حقبة ما قبل البعث لم ينتقده البعثيون ويشهروا بسيرته بعد وصولهم إلى السلطة عام 1963. وقد نشرت سيرة حياته في سوريا عام 2005 على يد حفيده، غير أنه لم يترك وراءه أي مذكرات يومية، تؤرخ للمرحلة التي تولى خلالها رئاسة البلاد.

## مواقع خارجية
- موقع أسرة آل الأتاسي.
- هاشم الأتاسي حياته وعصره، مسارات.

| المناصب السياسية     | المناصب السياسية                                            | المناصب السياسية        |
| -------------------- | ----------------------------------------------------------- | ----------------------- |
| سبقه منصب مستحدث     | رئيس المجلس النيابي 11 ديسمبر 1919 - 17 يوليو 1920          | تبعه إلغاء المنصب       |
| سبقه علي رضا الركابي | رئيس وزراء المملكة السورية 2 مايو 1920 - 25 يوليو 1920      | تبعه علاء الدين الدروبي |
| سبقه بديع مؤيد العظم | رئيس البرلمان 11 أغسطس 1925 - 6 سبتمبر 1928                 | تبعه فارس الخوري        |
| سبقه محمد علي العابد | رئيس الجمهورية السورية 21 ديسمبر 1936 - 7 يوليو 1939        | تبعه بهيج الخطيب        |
| سبقه محسن البرازي    | رئيس وزراء الجمهورية السورية 17 أغسطس 1949 - 24 ديسمبر 1949 | تبعه ناظم القدسي        |
| سبقه حسني الزعيم     | رئيس الجمهورية السورية 24 ديسمبر 1949 - 24 ديسمبر 1951      | تبعه فوزي سلو           |
| سبقه أديب الشيشكلي   | رئيس الجمهورية السورية 1 مارس 1954 - 6 سبتمبر 1955          | تبعه شكري القوتلي       |